# Cratere Ningishzida
Ningishzida è un cratere sulla superficie di Ganimede.